# 比西莱普瓦
比西莱普瓦（法語：Bussy-lès-Poix，法語發音：[bysi lɛ pwa]，意为“普瓦附近的比西”）是法国上法蘭西大區索姆省的一个市镇，属于亚眠区。

## 地理
比西莱普瓦（49°49'14"N, 2°1'4"E）面积4.4 平方千米，位于法国上法蘭西大區索姆省，该省份为法国北部沿海省份，北起加来海峡省和北部省，西接滨海塞纳省和大西洋英吉利海峡，南至瓦兹省，东临埃纳省。
与比西莱普瓦接壤的市镇（或旧市镇、城区）包括：库尔塞勒-苏穆瓦延库尔、克鲁瓦罗、弗雷努瓦欧瓦勒、弗里康、穆瓦延库尔莱普瓦、圣欧班蒙特努瓦。

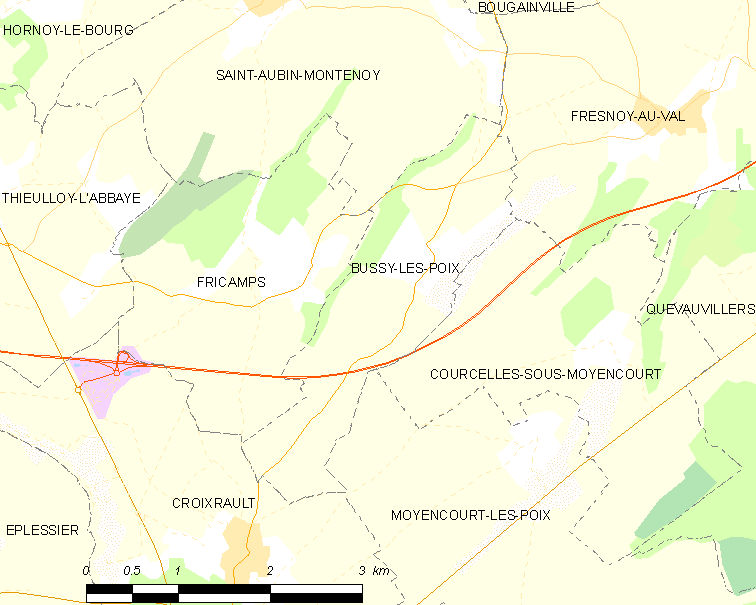
比西莱普瓦的OSM定位图

比西莱普瓦的时区为UTC+01:00、UTC+02:00（夏令时）。

## 行政
比西莱普瓦的邮政编码为80290，INSEE市镇编码为80157。

## 政治
比西莱普瓦所属的省级选区为皮卡第地区普瓦县。

## 人口

1962-2008年间比西莱普瓦人口变化图示

比西莱普瓦于2022年1月1日时的人口数量为92人。